# Африканска гугутка
Африканската гугутка (Streptopelia roseogrisea) е малък вид птица от семейство Гълъбови

## Разпространение и местообитание
Видът обитава сухите региони на Африка на юг от Сахара. Ареалът ѝ представлява пояс, минаващ през целия африкански континент до южните части на полуостров Арабия. Въпреки че видът обитава територии със сух климат, се среща край водоизточници.

## Описание
Птиците от вида обичайно достигат дължина от около 26 cm. Горната част на тялото им, от раменете до опашката, е в светло сивкаво кафяв цвят, като по края на крилете има синкав оттенък. Перата на крилете са по-тъмни, почти черни. Главата, врата и гърдите са с розовеещ оттенък, изсветляващ до бяло на брадата и корема. Наблюдава се слаб полов диморфизъм.